# PEKA
PEKA, "Politiki Epitropi Kypriakou Agona" (Comitato politico della lotta cipriota), era l'ala politica del movimento EOKA che ha combattuto contro i ciprioti britannici e i turco-ciprioti promuovendo l'unione di Cipro con la Grecia (enosis) tra il 1955 e il 1959. Nacque nell'estate del 1956 con lo scopo specifico di:
1. Coordinare la lotta politica e militare.
2. Alzare il morale del popolo greco-cipriota.
3. Illuminare l'opinione pubblica mondiale sulla lotta, la sua origine e le sue finalità.
4. Mantenere uniti i greco-ciprioti nella loro richiesta di enosis.

L'organizzazione fu inizialmente guidata da Renos Lysiotis, a cui successe Michalis Maratheftis, e infine nel 1958 da Tassos Papadopoulos, ex presidente di Cipro.